# Bystodes africanus
Bystodes africanus is een keversoort uit de familie zwamkevers (Endomychidae). De wetenschappelijke naam van de soort werd in 1962 gepubliceerd door Strohecker.